# Heterodrilus apparatus
Heterodrilus apparatus är en ringmaskart som beskrevs av Erséus 1993. Heterodrilus apparatus ingår i släktet Heterodrilus och familjen glattmaskar. Inga underarter finns listade i Catalogue of Life.